# Aransa
Aransa (o Arànser) es una entidad de población española del municipio de Lles, perteneciente a la provincia de Lérida, en la comunidad autónoma de Cataluña.

## Geografía
Discurre cerca del lugar el río al que da nombre.

## Historia
Hacia mediados del siglo XIX, el lugar, por entonces con ayuntamiento propio, tenía contabilizada una población de 192 habitantes. Aparece descrito en el segundo volumen del Diccionario geográfico-estadístico-histórico de España y sus posesiones de Ultramar de Pascual Madoz con las siguientes palabras:

ARANSA: l. con ayunt. en la prov. de Lérida (24 leg.), part. jud., adm. de rent. y dióc. de Seo de Urgel (4), oficialato de Cerdaña, aud. terr. y c. g. de Cataluña (Barcelona 25): sit á la der. del. r. Segre en la falda meridional del Pirineo donde le combaten libremente todos los vientos, y goza de clima sano, aunque algo propenso á hidropesias, á consecuencia de lo fuertes que son las aguas potables, y del escaso alimento de la mayor parte de los hab. Tiene 43 casas de mediana fáb. y una igl. parr. bajo la advocacion de San Martin, de la cual es aneja la del pueblo de Traveseras; se halla servida por un cura párroco y 2 beneficiados de sangre, y el curato de la clase de rectorias y de 2.º ascenso, se provee por S. M. ó por el diocesano, segun los meses en los que ocurre la vacante, pero siempre por oposicion en concurso general. Confina el térm. por N. con los de Andorra y Lles (2 1/2 horas), por E. con el de Prullans (3/4), por S. con los de Montellá y Martinet (1/2), y por O. con el de Musa (igual dist.). Le atraviesa el riach. de su nombre (V.), el cual baja por la parte del N. Dentro del espresado térm. y caminando hacia el S. de la pobl. se encuentran las montañas llamadas Perefita, Colt de Queralt y la Pera, que forman cord. entre E. y O., en medio de ellas hay 2 lagunas denominadas de la Pera, las cuales son famosas en todo el pais por las muchas y esquisitas truchas que crian con otras especies de pesca. El terreno, segun lo dicho, es muy escabroso; abraza 7,000 jornales, de los que hay para todo género de labor 1,000, cuyo rendimiento anual se calcula de 5 por 1 de sembradura; lo demas es tierra incapaz de cultivo por su escesiva aspereza, y se halla destinada á pastos, maderas, y combustible: prod. centeno, cebada, poco trigo, y algunas legumbres: sostiene mucho ganado mular, vacuno, de cerda, lanar y cabrio; y mucha caza mayor y menor: pobl. 43 vec. 192 alm.; aunque los datos oficiales solo le designan 23 vec.: cap. imp. 31,749: contr. 3,627 rs. El 11 de noviembre celebra este pueblo con la posible solemnidad la fiesta de su patron San Martin.
(Madoz, 1845, p. 446)

En la actualidad, pertenece al municipio de Lles. En 2023, la entidad singular de población tenía empadronados 48 habitantes y el núcleo de población, los mismos.

## Patrimonio

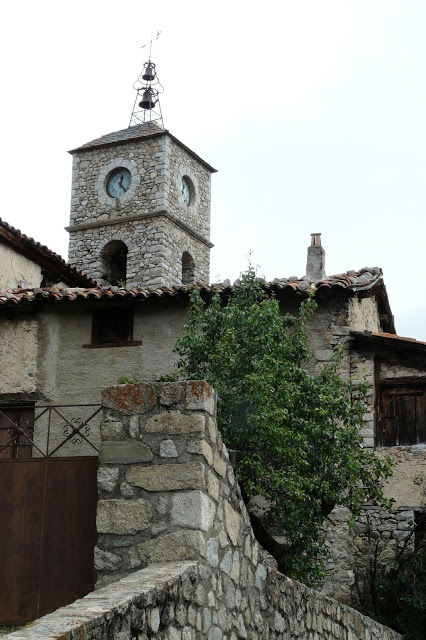
Vista de la iglesia de San Martín

Hay en el lugar una iglesia de San Martín.